# Umerziehungslager Kaech’ŏn
Das Umerziehungslager Kaech’ŏn (auch Kaechon oder Gaecheon) ist ein Gefängnis in Nordkorea. Der offizielle Name ist Kyo-hwa-so (Umerziehungslager) Nr. 1. Es ist nicht zu verwechseln mit dem Internierungslager Kaech’ŏn (Kwan-li-so Nr. 14), das sich etwa 20 Kilometer südöstlich davon befindet.

## Lage
Das Lager liegt in der Stadt Kaech’ŏn, Provinz P’yŏngan-namdo in Nordkorea. Es befindet sich am Rande der Stadt Kaech’ŏn, etwa 2,½ Kilometer östlich des Stadtzentrums, hinter einem Hügel.

## Beschreibung
Das Umerziehungslager Kaech’ŏn ist ein etwa 90 Hektar großer Komplex umgeben von vier Meter hohen Mauern. Unter den geschätzt etwa 4000 männlichen und knapp 2000 weiblichen Gefangenen (Stand 1992) sollen sich sowohl politische Gefangene wie Regierungskritiker als auch anderweitig mit dem nordkoreanischen Gesetz in Konflikt geratene Straftäter befinden. Prinzipiell sollen die Gefangenen nach Umerziehung durch Arbeit und Verbüßung der Haftstrafe wieder entlassen werden.  Die ehemalige Gefangene Ji Hae-nam schätzt, dass während ihrer Haftzeit von gut zwei Jahren etwa 20 Prozent der Gefangenen starben.

## Arbeitsbedingungen
Es wird gesagt, die Gefangenen würden täglich etwa 18 Stunden lang zur Zwangsarbeit mit hohen Produktionsvorgaben verpflichtet. Es existiert innerhalb des Lagers eine Schuhfabrik, eine Leder- und Gummifabrik, eine Fabrik zur Herstellung von Kleidung, eine Schneiderei und andere Betriebe. Das Nichterreichen der Produktionsvorgaben kann mit körperlicher Gewalt geahndet werden, was häufig zu Unfällen und Verkrüppelungen führen kann.

## Menschenrechtssituation
Mangelhafte Hygiene und Ernährung können in dem Lager zur verstärkten Ausbreitung von ansteckenden Krankheiten wie Paratyphus führen.
Die Gefangenen schlafen laut Augenzeugenberichten mit bis zu 80 oder 90 Personen in etwa 30 Quadratmeter großen Räumen. Etwa 300 Inhaftierte müssen sich eine Toilette teilen. Toilettenbesuche seien nur zeitweise gestattet. Eine Dusche stehe mehrere Monate lang nicht zur Verfügung.
Als Essensration stehen jedem Gefangenen dreimal täglich 100 Gramm Maismehl und eine Suppe zu, Regelverstöße führen zur Kürzung der Essensrationen. Lee Soon-ok berichtete, wie sich Gefangene auf Grund der mangelhaften Nahrungsausgabe von Ratten ernährten.
Im Lager existieren 78 Strafzellen mit einer Breite von 60 Zentimetern und einer Höhe von 110 Zentimetern, in denen die Gefangenen bei Verstößen mehrere Tage lang eingesperrt werden. Schläge, Tritte und Peitschenhiebe gehören ebenso zum Strafvollzug. Lee Soon-ok sagte aus, während ihrer Haftzeit gefoltert geworden zu sein, indem ihr bis zur Bewusstlosigkeit Wasser eingeflößt wurde. Diese Praxis ist international seit der vermehrten Anwendung in den USA als „Waterboarding“ bekannt. Die Augenzeugin gab an, in der Eisengießerei gesehen zu haben, wie sechs Christen mit flüssigem Eisen übergossen und getötet wurden, weil sie sich weigerten, ihren Glauben zu verleugnen und zur Chuch’e-Ideologie zu konvertieren.
Schwangere Gefangene werden zu Abtreibungen durch Injektionen gezwungen. Trotzdem lebend geborene Babys werden gleich nach der Geburt getötet.
Immer wieder, achtmal im Jahr 1988, gab es Hinrichtungen durch Erschießen vor den Augen der Gefangenen im Gefängnishof.

## Gefangene (Augenzeugen)
- Lee Soon-ok (1987–1992 in Kaechon) wurde wegen Veruntreuung von Staatseigentum inhaftiert, weil sie sich weigerte, Material für einen Vorgesetzten abzuzweigen. Sie wurde zu 13 Jahren Haft verurteilt, aber wegen guter Führung vorzeitig entlassen.[6]
- Ji Hae-nam (1993–1995 in Kaechon) wurde inhaftiert wegen Störung der sozialistischen Ordnung, weil man sie, nachdem sie einen südkoreanischen Schlager gesungen hatte, angezeigt hatte. Sie wurde zu drei Jahren Haft verurteilt, aber vorzeitig nach zwei Jahren und zwei Monaten begnadigt.[8]